# Maurício (romance)
Maurício ou Os Paulistas em São João del-Rei  é um romance histórico de Bernardo Guimarães que teve sua primeira edição publicada em 1877. O livro foi continuado com a obra póstuma O Bandido do Rio das Mortes. O livro tem como pano de fundo a Guerra dos Emboabas confronto travado pelo direito de exploração das recém-descobertas jazidas de ouro na região de Minas Gerais, tendo como adversários os desbravadores vicentinos e os forasteiros que vieram depois da descoberta das minas.

“
 É bem linda a cidade de S. João d’ El-Rei, -Essa formosa odalisca, que abre as portas das magníficas regiões do Sul de Minas.

Se a não conheces, leitor, pergunta àqueles que a têm visitado, se não ficaram encantados com aquele aspecto faceiro e risonho, que sempre a reveste, e que dá-lhe a aparência de noiva gentil, que traz sempre na fronte a grinalda da festa nupcial, e nos lábios o sorriso da alegria e do amor.

Reclinada pela falda de um serrote de pouca elevação, chamada a Serra do Lenheiro, cujo dorso denegrido, árido e esburacado contrasta singularmente com a perspectiva risonha e vicejante da planície, parece travessa e risonha pastorinha, que, pousada sobre a pelúcia verde dos prados, com os braços abertos e o sorriso nos lábios, como que está dizendo ao viandante fatigado:
. (…)”

— A Mina Misteriosa, S. João d’ El-Rei, cap 1  Os Paulistas em São João del-Rei'